# Gottlieb Ludwig Studer

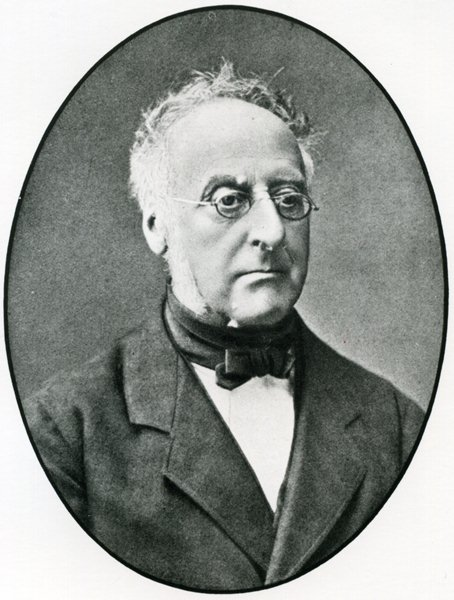
Gottlieb Ludwig Studer

Gottlieb Ludwig Studer (* 18. Januar 1801 in Bern; † 11. Oktober 1889 ebenda) war ein Schweizer Theologe.

## Leben und Werk
Gottlieb Studer wurde 1801 als Sohn des Theologen und Naturforschers Samuel Studer geboren. Er studierte in Halle, Göttingen, Jena und Bern und legte sein Theologisches Staatsexamen in Bern ab. 1819 war er einer der Stifter des  Schweizerischen Zofingervereins. 1829 wurde er ordentlicher Professor für Altertumskunde an der Akademie Bern, bei der Neubesetzung der theologischen Fakultät 1834 wurde er nicht mehr zum Professor gewählt. 1835 wurde er Privatdozent für alttestamentliche Exegese, 1850 erhielt er eine außerordentliche Professur und 1856 wurde er zum ordentlichen Professor ernannt. 1854–1858 und 1866–1869 war er Dekan und 1864–1865 Rektor der Universität Bern. Ab 1878 war er Honorarprofessor im Ruhestand.
Gottlieb Studer ist Bruder des Geologen Bernhard Studer und Vater des Zoologen Theophil Studer.